# Johnny Vegas (calciatore)
Johnny Martín Vegas Fernández (Huancayo, 9 febbraio 1976) è un allenatore di calcio ed ex calciatore peruviano, di ruolo portiere, preparatore dei portieri della nazionale under-17 peruviana.
Ha segnato un totale di 45 gol in carriera.

## Carriera

### Club
Inizia la carriera nel calcio professionistico nello Sport Boys di Callao, dove gioca 189 partite segnando 20 gol. Nel 2004 passa brevemente prima all'Unión Huaral e successivamente all'Universidad San Martín de Porres. Nel 2005 gioca una stagione al Melgar, prima di trasferirsi allo Sporting Cristal, dove non trova molto spazio. Nel 2008 diventa un giocatore dello Sport Áncash, squadra che disputa la Copa Sudamericana 2008.

### Nazionale
Conta solo una presenza nella nazionale di calcio peruviana, ottenuta nel 2000.

## Palmarès

### Club

#### Competizioni nazionali
- Campionato peruviano: 1

Sporting Cristal: 2005